# Quintus Junius Rusticus
 (octobre 2015).
Si vous disposez d'ouvrages ou d'articles de référence ou si vous connaissez des sites web de qualité traitant du thème abordé ici, merci de compléter l'article en donnant les références utiles à sa vérifiabilité et en les liant à la section « Notes et références ».
Quintus Junius Rusticus (100-170), probable petit-fils de Quintus Iunius Arulenus Rusticus, est l'un des professeurs de l'empereur Marc Aurèle. L'Histoire Auguste stipule qu'il est le professeur le plus important de cet empereur, et l'un des philosophes stoïciens le plus distingués de son temps. Marc Aurèle le traite avec beaucoup d'honneur et de respect.

## Biographie
Il occupe le poste de consul en 133 avec Quintus Flavius Tertullus et en 162 (il est élu deux fois consul par Marc Aurèle. Après sa mort ce dernier demande que l'on lui érige des statues au sénat  ).
Il sert comme préfet urbain de Rome, entre 162 et 168. Dans ce rôle, il se distingue pour avoir présidé le procès du théologien chrétien Justin Martyr, qui a pris fin avec la condamnation et l'exécution de celui-ci.